# Widman Talavera
Widman Esmir Talavera Flores (ur. 12 stycznia 2003 w Estelí) – nikaraguański piłkarz występujący na pozycji skrzydłowego lub ofensywnego pomocnika, reprezentant Nikaragui, od 2019 roku zawodnik Realu Estelí.